# NGC 250
NGC 250 ist eine linsenförmige Galaxie vom Hubble-Typ S0/a im Sternbild Fische auf der Ekliptik. Sie ist schätzungsweise 240 Millionen Lichtjahre von der Milchstraße entfernt und hat einen Durchmesser von etwa 75.000 Lichtjahren.

Im selben Himmelsareal befindet sich die Galaxie NGC 257.
Das Objekt wurde am 10. November 1885 von dem US-amerikanischen Astronomen Lewis A. Swift entdeckt.